# Полярная овсянка
Полярная овсянка, или овсянка Палласа, так как названа в его честь, (лат. Emberiza pallasi) — маленькая мигрирующая воробьинообразная птица из семейства Овсянковые.

## Ареал
Размножается в Северной и Центральной Азии, Монголии. Зимует в Юго-Восточной Азии. Очень редко залетает в страны Западной Европы вплоть до Великобритании. 

## Описание
Мелкая птица. Длина 10-15 см, длина крыла 6,3-7,7 см, размах крыльев 20-23 см. Вес 11-17 грамм.
Самец является уменьшенной копией самца тростниковой овсянки. Отличается окраской — отсутствием явного рыжего цвета на спине и очень светлой поясницей. У самки светло-коричневая шапочка с неяркими пестринами, светло-коричневое пятно на щеках, тёмные пестрины по бокам, чёткие большие «усы» чёрного. У молодых птиц в гнездовом оперении на зобе, груди, боках и темени имеются темные пестрины, отсутствующие у взрослых птиц. Осенние молодые птицы окраской оперения похожи на самку.

## Голос
Самец поет на высоких кустах, выкрикивая несколько раз подряд однообразные, более или менее отделённые друг от друга звуки:«тиврь, тиврь...» или «зрив, зрив...». Поют мало. Позывка и сигнал беспокойства не похожи на обычное овсяночье цикание, а скорее напоминают негромкие чирикание:«чильп» или «чилюп».

## Биология
Гнездящаяся перелетная птица. Населяет альпийские осоково-пушицевые тундры c кустами карликовой ивы на болотистых участках, и с зарослями карликовой березы на холмах, на высотах 2100—2600 метров над уровнем моря. Гнездится отдельными парами. Гнездо птицы сооружают из сухих травинок в кустах на высоте 15-25 см от поверхности земли. В кладке 2-5 яиц. Осенью мигрирует в октябре. 